# Кула од карата
Кула од карата (енгл. House of Cards) је роман британског писца Мајкла Добса, први пут објављен 1989. године. Радња прати Франсиса Еркарта, измишљеног шефа парламентарне већине Конзервативне партије, и његову неморалну и манипулативну шеми да постане лидер владајуће партије и, самим тим, премијер Уједињеног Краљевства. Роман прате два наставка: To Play the King и The Final Cut.
Телевизијска адаптација, коју је написао Ендру Дејвис, а продуцирао BBC, емитована је 1990. године. Радио-адаптација од шест делова, коју је написао Невил Телер, емитована је на станици BBC Radio 4 1996. године. Године 2013, овај серијал и Добсов роман били су основа за америчку телевизијску адаптацију смештену у Вашингтон, коју је наручио и објавио Netflix.
Књигу је у Србији објавила издавачка кућа Дерета 2019. године, у преводу Дејана Ацовића.

## Позадина
Мајкл Добс је почео да ради за Конзервативну партију 1977. године, а од 1986. до 1987. био је шеф кабинета премијерке Маргарет Тачер. Добс се посвађао са Тачеровом током састанка кабинета 4. јуна 1987, тачно недељу дана пре општих избора те године. Тачерова је била забринута да ће изгубити изборе, а према речима једног учесника састанка, била је „скоро хистерична, док је рукама млатила на све стране”. Према Добсовим речима: „Све је почело зато што ме је Меги Тачер измлатила и заправо била прилично окрутна према мени. Истресла је сав свој бол, бес и фрустрацију на мене, док сам у ствари био можда најнедужнија особа у тој просторији.”
Убрзо након што је 1987. напустио свој положај шефа кабинета, Добс и његова супруга су отишли на Малту одмор. Док је седео поред базена, Добс је нашкрабао слова „FU” и цртеж два подигнута средња прста на парчету папира. Слова ће постати иницијали протагониста Куле од карата, Франсиса Еркарта (енгл. Francis Urquhart). Добс је изјавио да до тог тренутка није имао намеру да напише књигу: „Ништа од овога није било планирано. Све је то била само шала, незгода. Нисам имао намеру да будем писац, па чак ни да завршим књигу. То је било само нешто чиме сам себи хтео да одвратим пажњу током одмора.” Добс инсистира да у питању није „осветничка књига”, али „већина ствари које сам ставио у Кулу од карата биле су догађаји које сам или видео, или у њима учествовао, или их урадио, или гледао како их други раде.” Добс је такође изјавио да књига није коментар на савремену политику, као и да је црпео инспирацију из Шекспирових дела.

## Радња
Након оставке премијерке Маргарет Тачер, владајућа Конзервативна партија ускоро ће изабрати свог новог лидера. На следећим изборима за вођство странке, умерени, али неодлучни Хенри „Хал” Колингриџ излази као победник. Франсис Еркарт, посланик и шеф парламентарне већине у Доњем дому, потајно презире добронамерног, али слабог Колингриџа и прижељкује сопствено унапређење на руководеће месту у кабинету. Након општих избора, на којима странка побеђује са смањеном већином, Еркарт подноси меморандум Колингриџу у којем се залаже за реконструкцију кабинета, која би укључивала истакнуту министарску позицију за њега самог. Међутим, Колингриџ – позивајући се на политичку смрт Харолда Макмилана након „Ноћи дугих ножева” 1962. године – не врши никакве измене у кабинету. Незадовољан овим, Еркарт одлучује да збаци Колингриџа.
Еркарт користи своју позицију шефа парламентарне већине да би поткопао Колингриџа, пуштајући инсајдерске информације у штампу. Такође, користећи 50.000 фунти датих од стране донатора странке, осмишљава скандал о инвестирању са инсајдерским информацијама који укључује Чарлса Колингриџа, премијеровог финансијски несолвентног брата алкохоличара. Већина његових „цурења” долазе до Мети Сторин, младе репортерке новина Chronicle. Након што је Колингриџ на крају приморан да поднесе оставку, Еркарт потом елиминише своје конкуренте у трци за вођство странке користећи фабриковане скандале које сам намешта или објављује. Они укључује претње објављивањем фотографија министра образовања Харолда Ерла у друштву мушке проститутке; узрокујући да министар здравства Питер Макензи случајно прегази човека са инвалидитетом; и присиљавајући министра спољних послова Патрика Вултона да се повуче после уцене аудио-касетом његове ванбрачне афере, који заузврат подржава Еркарта у нади да ће бити именован за министра финансија као награду и да ће га на крају наследити. Штампа тврди да је његов једини преостали ривал, министар за животну средину Мајкл Самјуел, као студент подржавао крајње левичарску политику. Еркарт је тиме дошао на корак од победе.
Пре коначног гласања, Еркарт убија партијског консултанта за односе с јавношћу, иначе све нестабилнијег зависника од кокаина, Роџера О’Нила, кога је натерао да му помогне да смени Колингриџа са функције. Еркарт позива О’Нила у своју сеоску кућу у близини Саутемптона, напије га и ставља отров за пацове у његов кокаин.
Мети распетљава Еркартову мрежу и суочава се са њим на пустом кровном врту зграде парламента. Не желећи да га компромитује, Еркарт је баца са крова, чинећи да њена смрт изгледа као самоубиство.